# Diphyus taylorii
Diphyus taylorii är en stekelart som först beskrevs av Alan John Harrington 1894.  Diphyus taylorii ingår i släktet Diphyus och familjen brokparasitsteklar. Inga underarter finns listade i Catalogue of Life.